# Mărășești (1981)
Mărășești (F 111) – rumuńska fregata rakietowa zbudowana w latach 80. XX wieku w Rumunii. Do 1990 roku okręt nosił nazwę „Muntenia” i był klasyfikowany jako krążownik śmigłowcowy, a do 2001 roku jako niszczyciel. Stanowi jedyny okręt swojego typu i największy okręt zbudowany w Rumunii. Pełnił rolę okrętu flagowego Rumuńskich Sił Morskich. Nosi numer burtowy F 111.

## Historia
Rządzący Socjalistyczną Republiką Rumunii komunistyczny dyktator Nicolae Ceaușescu miał ambicje możliwie dużej samodzielności kraju i rozwijania jego przemysłu, co przejawiało się między innymi uruchomieniem w latach 70. programu budowy dużych okrętów bojowych własnych projektów zamiast kupowania ich od ZSRR, który dostarczał okręty państwom bloku wschodniego. Okręty te powstały w stoczni marynarki wojennej 2 Maja (Santierul 2. Mai) w Mangalii na wybrzeżu Morza Czarnego. Należy zaznaczyć, że pozostałe państwa Układu Warszawskiego nie budowały własnych okrętów bojowych większych od korwet (nie licząc specyficznych okrętów desantowych). W Rumunii natomiast, równolegle z projektowaniem lekkich fregat typu Amiral Petre Bărbuneanu, przystąpiono do ambitnego zadania projektowania okrętu wielkości niszczyciela.

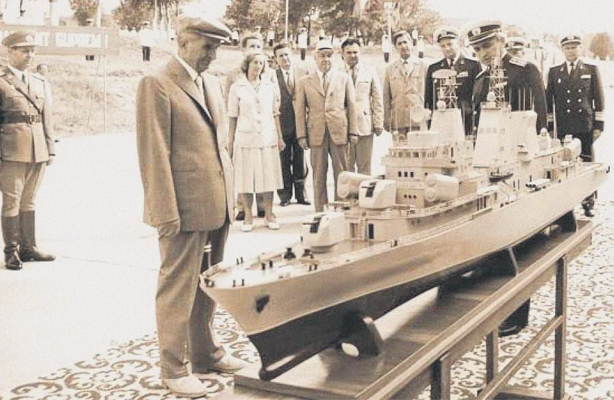
Nicolae Ceaușescu ogląda model „Muntenii” w pierwotnej postaci

Projekt okrętu był dziełem tylko rumuńskich inżynierów, bez udziału zagranicznych specjalistów. Z uwagi jednak na brak możliwości samodzielnego opracowania ani uzyskania z innych źródeł, wszystkie systemy uzbrojenia i wyposażenia elektronicznego były sprowadzane z ZSRR, a przy tym były na ogół mało nowoczesne z uwagi na radziecką politykę eksportu uzbrojenia. Radzieckie były też napędzające okręt silniki wysokoprężne, których wybór jako napędu nie był optymalny dla okrętu takiej wielkości. Według niektórych opracowań, początkowo zamierzano zbudować hybrydę niszczyciela rakietowego i śmigłowcowca, jednak brak doświadczenia w budowaniu tego typu jednostek spowodował zarzucenie tej koncepcji. Mimo to, zbudowano oryginalny okręt, mogący przenosić dwa lekkie śmigłowce. Powstała w ten sposób jednostka stała się największym okrętem zbudowanym w Rumunii. Według niektórych źródeł, zamierzano po prototypie zbudować drugą taką jednostkę, lecz zrezygnowano z tego z przyczyn problemów finansowych oraz upadku systemu komunistycznego.
Prace związane z budową okrętu rozpoczęto 1 marca 1978 roku. Stępkę położono 7 sierpnia 1979 roku, aczkolwiek daty dotyczące budowy są rozbieżne w publikacjach. Wodowanie surowego kadłuba okrętu odbyło się 4 czerwca 1981 roku. Po długim okresie wyposażania, w 1985 roku okręt rozpoczął próby morskie, a 3 czerwca tego roku miał miejsce jego odbiór techniczny. 2 sierpnia 1986 roku został uroczyście przyjęty do służby, w obecności samego Ceaușescu i nadano mu nazwę „Muntenia” (od krainy w Rumunii). Początkowo w Rumunii został on zaklasyfikowany jako „lekki krążownik śmigłowcowy” (crucișător usor port-elicopter).
Po zbudowaniu okręt okazał się nieudany – miał wysokie nadbudówki i maszty z masywnymi zabudowanymi podstawami, co wraz z umieszczonymi na piętrze nadbudówek ciężkimi wyrzutniami rakiet wpłynęło negatywnie na stateczność okrętu. Już przy niewielkich stanach morza dochodziło do dużych przechyłów ograniczających efektywność wykorzystywania uzbrojenia. W konsekwencji, w czerwcu 1988 roku powrócił do stoczni celem dokonania przebudowy, mającej na celu poprawienie charakterystyki statecznościowej. W międzyczasie w grudniu 1989 roku obalony został Nicolae Ceaușescu i Sztab Generalny zmienił 2 maja 1990 nazwę i klasyfikację okrętu na niszczyciel (distrugător) „Timișoara” od miasta, w którym doszło do pierwszych wystąpień przeciw komunistycznej dyktaturze. Ostatecznie 27 sierpnia 1990 roku nadano mu nazwę „Mărășești”, po przedwojennym niszczycielu, nazwanym od miejsca zwycięskiej bitwy I wojny światowej. 15 sierpnia 1992 roku zakończono przebudowę okrętu, w trakcie której przede wszystkim skrócono oba maszty i obniżono ich masywne podstawy, nieco obniżono i zmieniono kształt komina oraz przeniesiono ciężkie wyrzutnie rakiet o poziom niżej na górny pokład. Nadbudówkę dziobową dostosowano przy tym do nowych wyrzutni rakietowych bomb głębinowych oraz zmieniono usytuowanie radarów. W latach 90. także zmodernizowano część systemów uzbrojenia i wyposażenia, których dostawy dotarły z ZSRR do 1998 roku. Ostatecznie w 2001 roku okręt przeklasyfikowano na fregatę.

## Opis

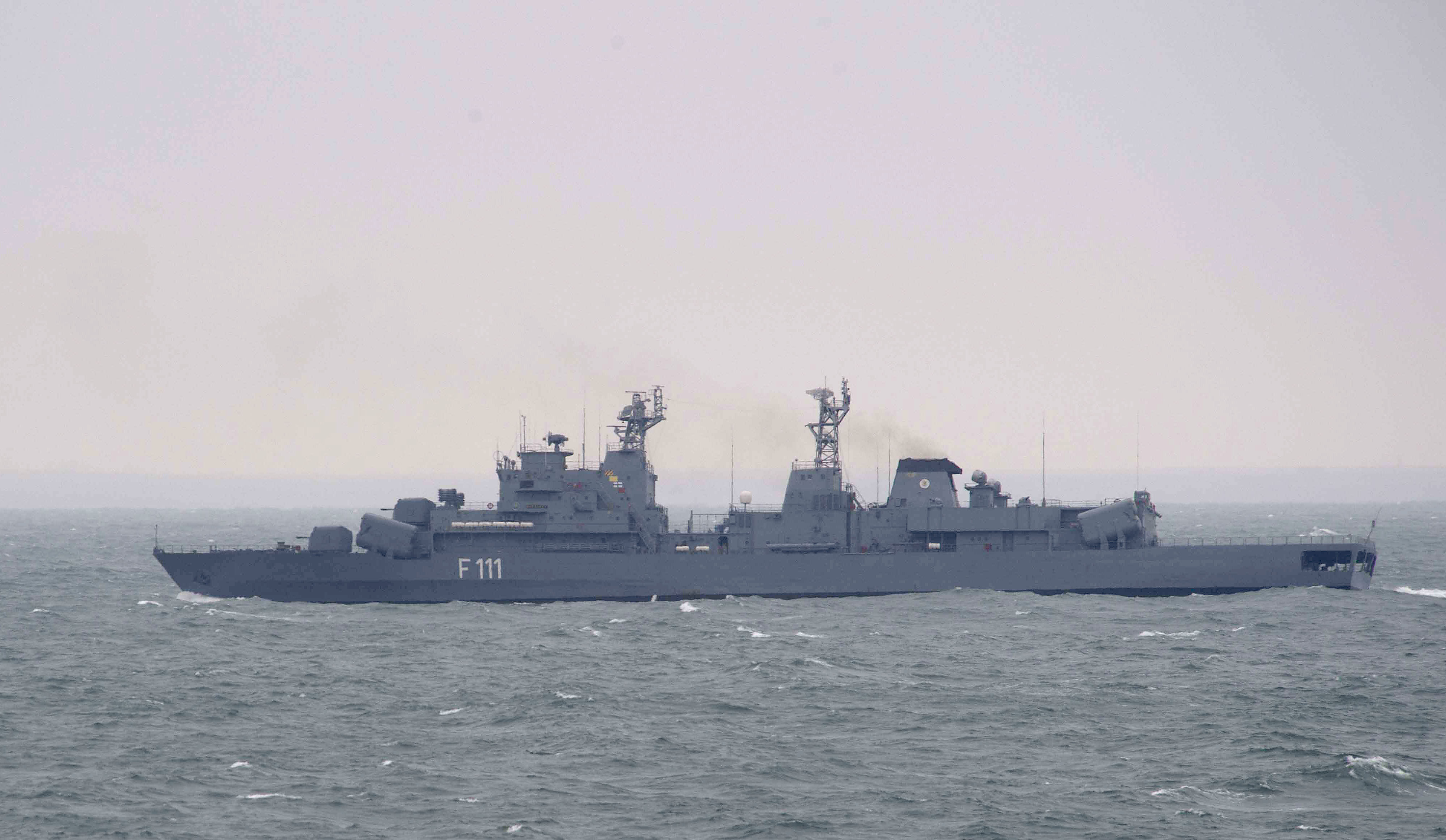
Sylwetka „Mărășești”, 2015 rok

Na skutek samodzielnego opracowania przez Rumunię, przy braku doświadczeń z konstrukcją jednostek takiej wielkości, okręt otrzymał swoiste cechy konstrukcji i architektury, wyróżniające go od niszczycieli lub fregat budowanych przez inne państwa. Sylwetka okrętu oceniana jest jako bardzo nietypowa jak na niszczyciel. Kadłub jest gładkopokładowy, z wysokimi burtami i niewielkim wzniosem pokładu na dziobie. Wysokość burt nad wodą wynosi na dziobie ok. 7 m, a na śródokręciu ok. 6 m. Dziobnica o umiarkowanym nachyleniu jest tępa w rzucie z góry, a burty mają wzdłużne załamanie od dziobu prawie do połowy długości. W podwodnej części dziobu zastosowano gruszkę dziobową Taylora w celu zmniejszenia oporów. Kształt podwodnej części nie jest jednak oceniany jako udany, co przejawia się w generowaniu fal przy niewielkich prędkościach.
Okręt ma długą grupę nadbudówek, w tym dużą, nienowoczesną już w tym czasie kilkukondygnacyjną pudełkową nadbudówkę dziobową. Na pokładzie dziobowym umieszczona jest wieża dział systemu AK-726, a za nią druga wieża w superpozycji na pierwszym piętrze nadbudówki. Za nimi na kolejnym piętrze są wyrzutnie rakietowych bomb głębinowych, a dalej podwyższona część nadbudówki z pomostem nawigacyjnym. Na dachu pomostu umieszczona jest jeszcze pudełkowa nadbudówka będąca podstawą radaru artyleryjskiego, a w jego tylnej części zabudowana podstawa masztu dziobowego. Po luce na śródokręciu, dalej znajduje się druga nadbudówka, zakończona integralnym hangarem dla śmigłowców. Nad jej przednią częścią znajduje się masztonadbudówka, stanowiąca podstawę dla rufowego masztu kratownicowego, a dalej pojedynczy komin. Charakterystycznym elementem architektury są duże podwójne kontenery wyrzutni pocisków przeciwokrętowych na burtach po obu stronach nadbudówki dziobowej i rufowej. Pierwotnie dziobowe wyrzutnie zamontowane były na pokładzie pierwszego piętra nadbudówki, za drugą wieżą artyleryjską, a po przebudowie – na pokładzie górnym, po bokach drugiej wieży. Prostokątny pokład rufowy stanowi lądowisko dla śmigłowca, a pod nim na samej rufie jest wycięty w kadłubie półpokład roboczy z kabestanami cumowniczymi i kotwicznym. Sama rufa jest pawężowa.
Wyporność standardowa wynosi (według danych na 2006 rok) 4754 ton, a pełna 5790 ton. Długość okrętu wynosi 144,6 m, szerokość 14,8 m, a zanurzenie 4,9 m.
Załoga liczy 233 osoby, w tym 22 oficerów, 72 podoficerów i 139 marynarzy a według innych starszych danych 270 osób, w tym 25 oficerów.

### Uzbrojenie

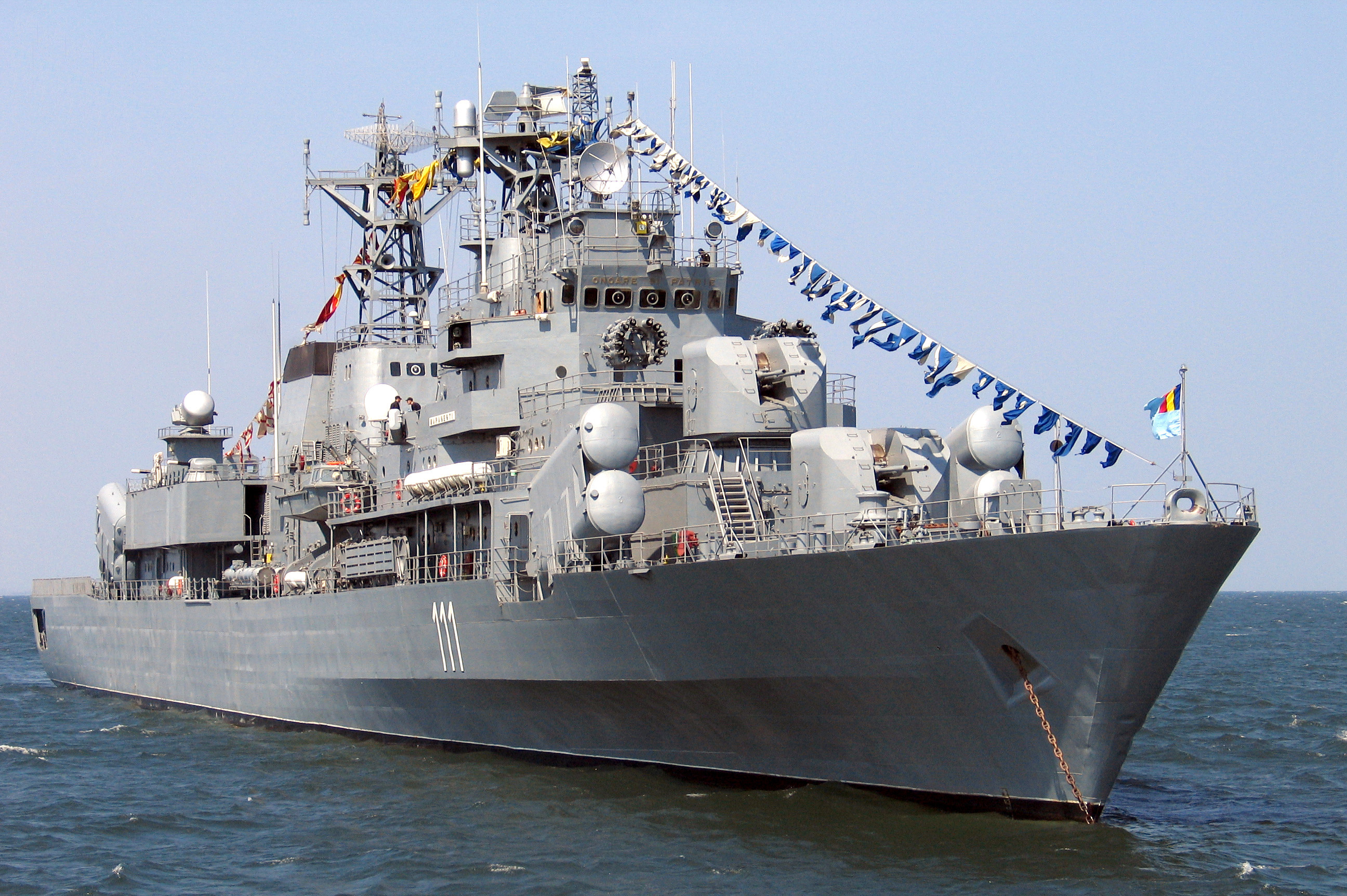
„Mărășești”, 2004 rok

Wszystkie systemy uzbrojenia są produkcji ZSRR lub Rosji. Główne uzbrojenie przeciwokrętowe stanowią pociski kierowane systemu P-20M, obejmującego pociski P-21 z aktywną głowicą radiolokacyjną i P-22 z pasywną głowicą naprowadzającą się termicznie. Wystrzeliwane są z czterech nieruchomych kontenerowych podwójnych wyrzutni KT-138E, mieszczących osiem pocisków, z czego dwóch skierowanych w kierunku dziobu i dwóch w kierunku rufy. Pociski mają zasięg do 83 km. Strzelaniem rakietowym kieruje kompleks Koral-E. Pociski i wyrzutnie były takie same, jak na kutrach rakietowych projektu 1241E, jedynie w podwojonej liczbie. Początkowo nie zakupiono specjalnej stacji radiolokacyjnej wykrywania celów dla tych pocisków Garpun-E, którą zamontowano dopiero w latach 90. Okręt nie otrzymał natomiast żadnej wyrzutni pocisków przeciwlotniczych, która mogła być przewidziana w początkowych założeniach projektowych w postaci radzieckiej wyrzutni pocisków bliskiego zasięgu Osa-M. Dopiero w latach 90. zainstalowano dwie poczwórne wyrzutnie Fasta-4M/2 dla ręcznych pocisków przeciwlotniczych obrony bezpośredniej samonaprowadzających się na podczerwień Strieła-2M. Pociski te jednak były przestarzałe, skuteczne praktycznie przeciw celom oddalającym się, o zasięgu 2800 m wobec samolotów nadlatujących i pułapie do 2300 m.
Główne uzbrojenie artyleryjskie tworzą cztery automatyczne armaty uniwersalne kalibru 76,2 mm AK-726 w dwóch wieżach ZIF-67 (po dwie lufy na wieżę), kierowane radarem MR-105 Turiel. Zapas amunicji wynosi po 1600 nabojów na wieżę, donośność sięga 13 km w poziomie, a 9 km w pionie, a szybkostrzelność wynosi 90 strz./min na lufę. Jednostka posiada również od lat 90. cztery sześciolufowe armaty automatyczne kalibru 30 mm AK-630M, w bezobsługowych wieżach umieszczonych w rufowej części po obu stronach hangaru i komina. Pełnią one rolę zestawów obrony bezpośredniej, wraz z dwoma radarami kierowania ogniem MR-123 Wympieł, umieszczonymi pomiędzy parami wież na burtach, oraz rezerwowymi celownikami elektromechanicznymi Kołonka. Początkowo okręt miał zamiast nich cztery dwulufowe wieże działek 30 mm AK-230, z radarami MR-104 Ryś umieszczonymi w osi podłużnej kadłuba. Ogółem uzbrojenie przeciwlotnicze, bazujące tylko na armatach, uznawane było już na początku służby jako niewystarczające na ówczesnym polu walki.

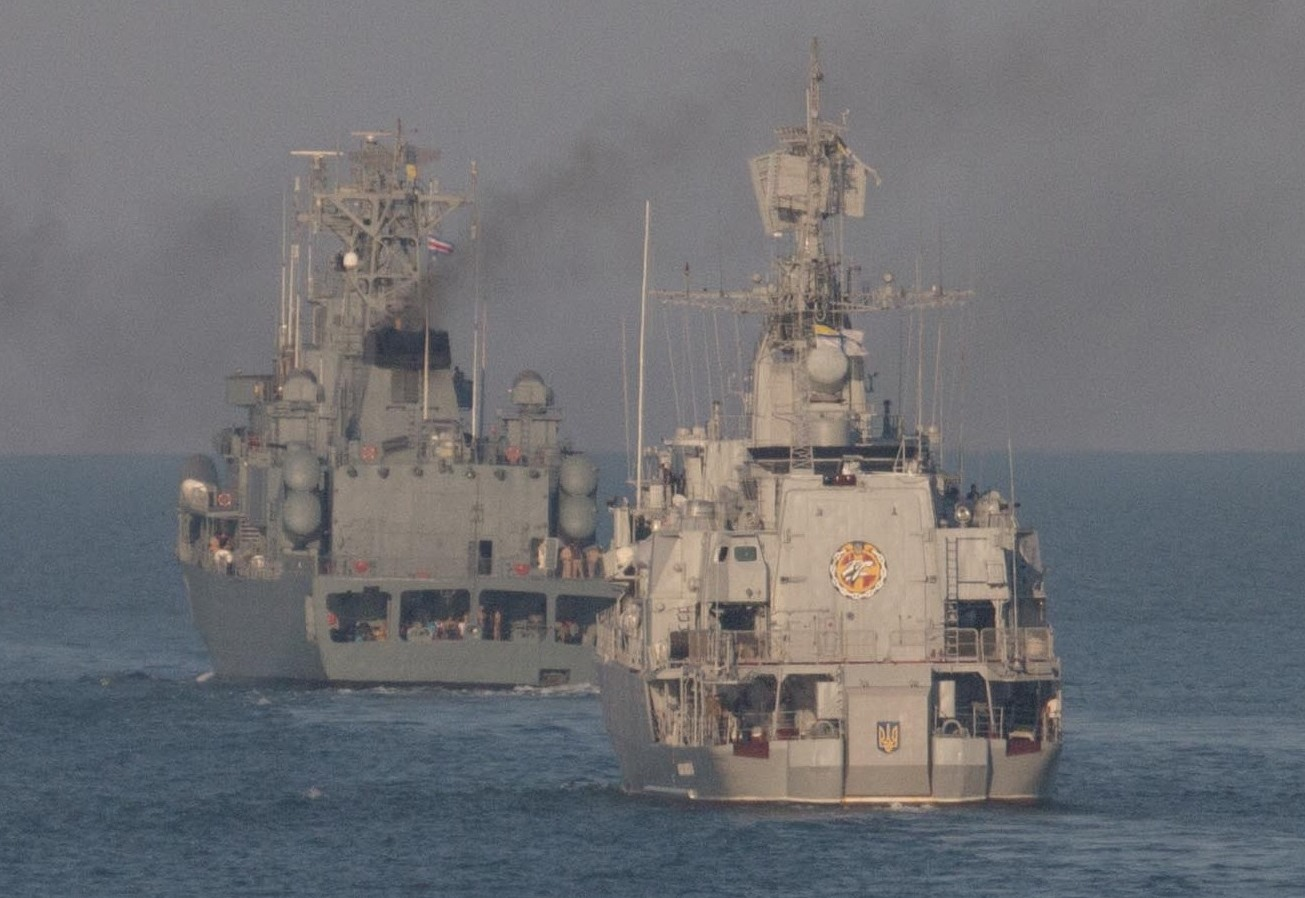
„Mărășești” od rufy (po lewej) – widoczny hangar i wyrzutnie pocisków P-20M. Ćwiczenia Sea Breeze, 2015 rok – po prawej ukraińska fregata „Hetman Sahajdaczny”.

Broń podwodną stanowią dwie trzyrurowe wyrzutnie torpedowe kalibru 533,4 mm, umieszczone obrotowo na każdej z burt na śródokręciu, wystrzeliwujące torpedy 53-65K lub torpedy przeciw okrętom podwodnym SET-53. Uzbrojenie przeciwpodwodne uzupełniają dwie wyrzutnie rakietowych bomb głębinowych RBU-6000 Smiercz-2 na nadbudówce dziobowej, przeładowywane automatycznie spod pokładu nadbudówki. Ich zasięg wynosi do 6 km, a masa głowicy bomby 31 kg. Zastąpiły one w latach 90. początkowo zastosowane 16-lufowe wyrzutnie RBU-2500 Smiercz-1, ładowane ręcznie.
Hangar okrętu może pomieścić dwa lekkie śmigłowce IAR-316B (licencyjny francuski Aérospatiale Alouette III). Zamiast nich wprowadzono następnie jeden średni śmigłowiec morski o większych możliwościach IAR-330 Puma Naval (zmodyfikowana licencyjna odmiana Aérospatiale Puma, oblatana w 2007 roku).

### Wyposażenie

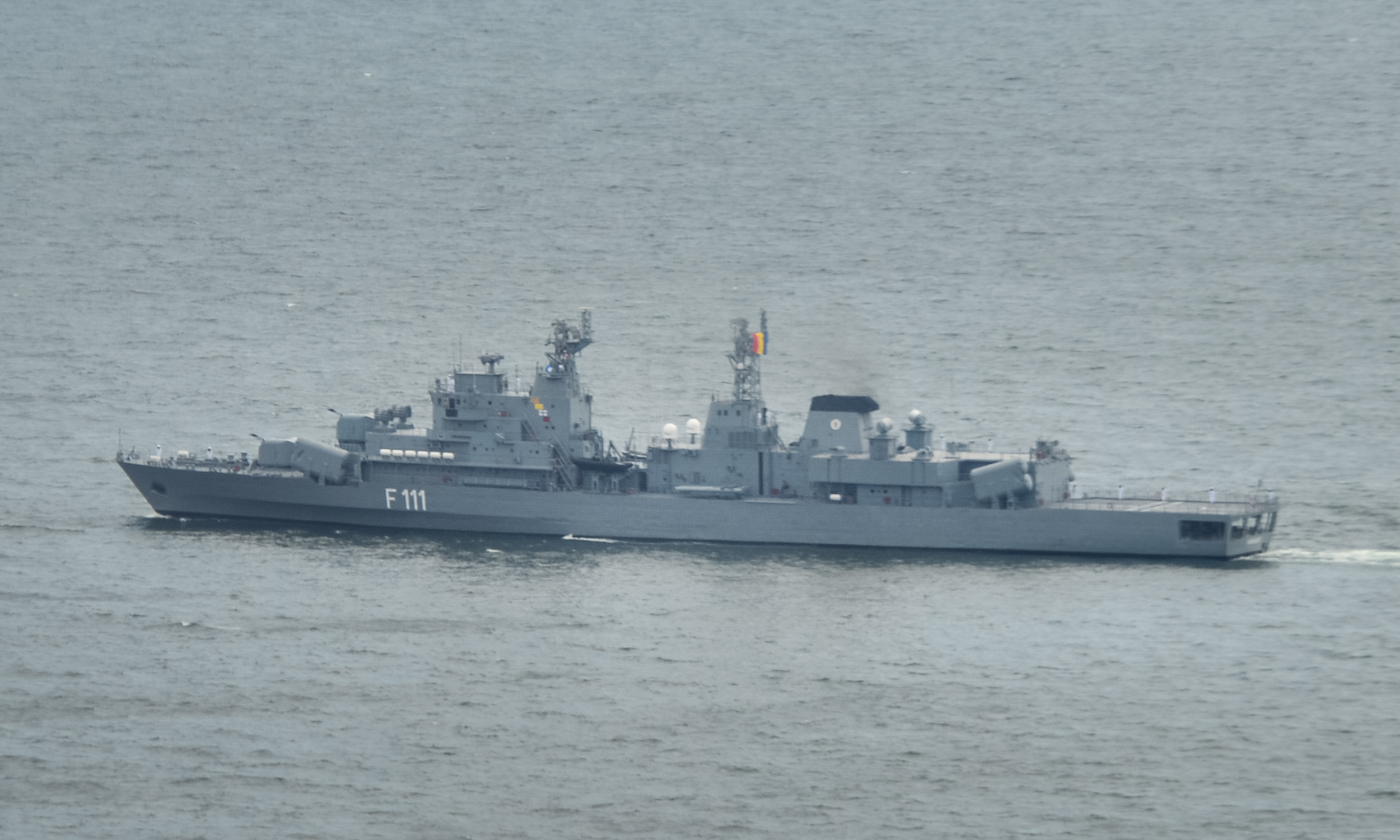
„Mărășești”, 2020 rok

Wyposażenie radioelektroniczne początkowo było w całości produkcji radzieckiej. Stanowił je przede wszystkim radar dozoru ogólnego i wykrywania celów MR-302 Rubka o zasięgu do 98 km w stosunku do celów powietrznych i 30 km w stosunku do okrętów. Jego antena umieszczona była na maszcie dziobowym, a w latach 90. przeniesiona na maszt rufowy. Okręt otrzymał też radar nawigacyjny Don-2. W latach 90. dodano natomiast na maszcie dziobowym stację radiolokacyjną Garpun-E służąca do wykrywania celów morskich i wskazywania ich pociskom kompleksu P-20M. Okręt wyposażony był od początku też w radary artyleryjskie: MR-105 Turiel do kierowania ogniem armat AK-726 i dwa MR-104 Ryś dla armat AK-230, zastąpione w latach 90. przez MR-123 Wympieł dla armat AK-630.
Do wykrywania okrętów podwodnych służyła stacja hydrolokacyjna MG-322 Argun′ z anteną w opływce pod dziobową częścią. Wyposażenie stanowił ponadto system rozpoznania radiotechnicznego z dwoma zespołami anten Zaliw 13-14 i Zaliw 14-15 na maszcie rufowym oraz system identyfikacji swój-obcy Nikiel-KM.
W 2001 roku w ramach dostosowania okrętu do współdziałania w zespołach państw NATO zmodernizowano niektóre systemy, montując cyfrowy system łączności oraz identyfikacji swój-obcy standardu Mk XII niemieckiej firmy Aeromarine Systembau. Dodano też odbiorniki GPS, system łączności satelitarnej oraz łącze wymiany danych standardu Link 14 z urządzeniem utajniającym KWR-46. Dodano radar nawigacyjny firmy Racal Decca.

### Układ napędowy
Układ napędowy tworzą cztery czterosuwowe, sześciocylindrowe silniki wysokoprężne 61D, pracujące niezależnie od siebie, napędzające przez przekładnie jednostopniowe cztery wały, z osadzonymi na nich trójłopatowymi śrubami. Silniki mają moc po 8000 KM (6200 kW), łącznie 32 000 KM. Śruby na zewnętrznych wałach mają regulowany skok, a napędzane są przez silniki przedniej maszynowni, natomiast wewnętrzne śruby, napędzane silnikami z rufowej maszynowni, mają stały skok. Z uwagi na zastosowanie wałów takiej samej długości, zewnętrzne śruby są bliżej dziobu, niż wewnętrzne. Okręt ma dwa stery płytowe za śrubami. Napęd taki, z samymi silnikami napędzającymi indywidualne śruby, jest nietypowy dla okrętów tej wielkości i nie jest on optymalny, a jego zastosowanie zostało wymuszone zapewne z uwagi na niedostępność turbin gazowych ani odpowiednich przekładni lub z przyczyn ekonomicznych. Z uwagi na nietypowość napędu, w starych zachodnich publikacjach można było znaleźć błędne spekulacje, że w skład siłowni wchodzą turbiny gazowe.
Prędkość maksymalna wynosi 27 węzłów. Zasięg okrętu podawany jest na 2800 mil morskich przy prędkości 12 węzłów lub 1500 Mm przy 25 węzłach. W siłowni znajdują się również cztery generatory spalinowo-elektryczne o łącznej mocy 2800 kW.

## Służba i dalsze modernizacje

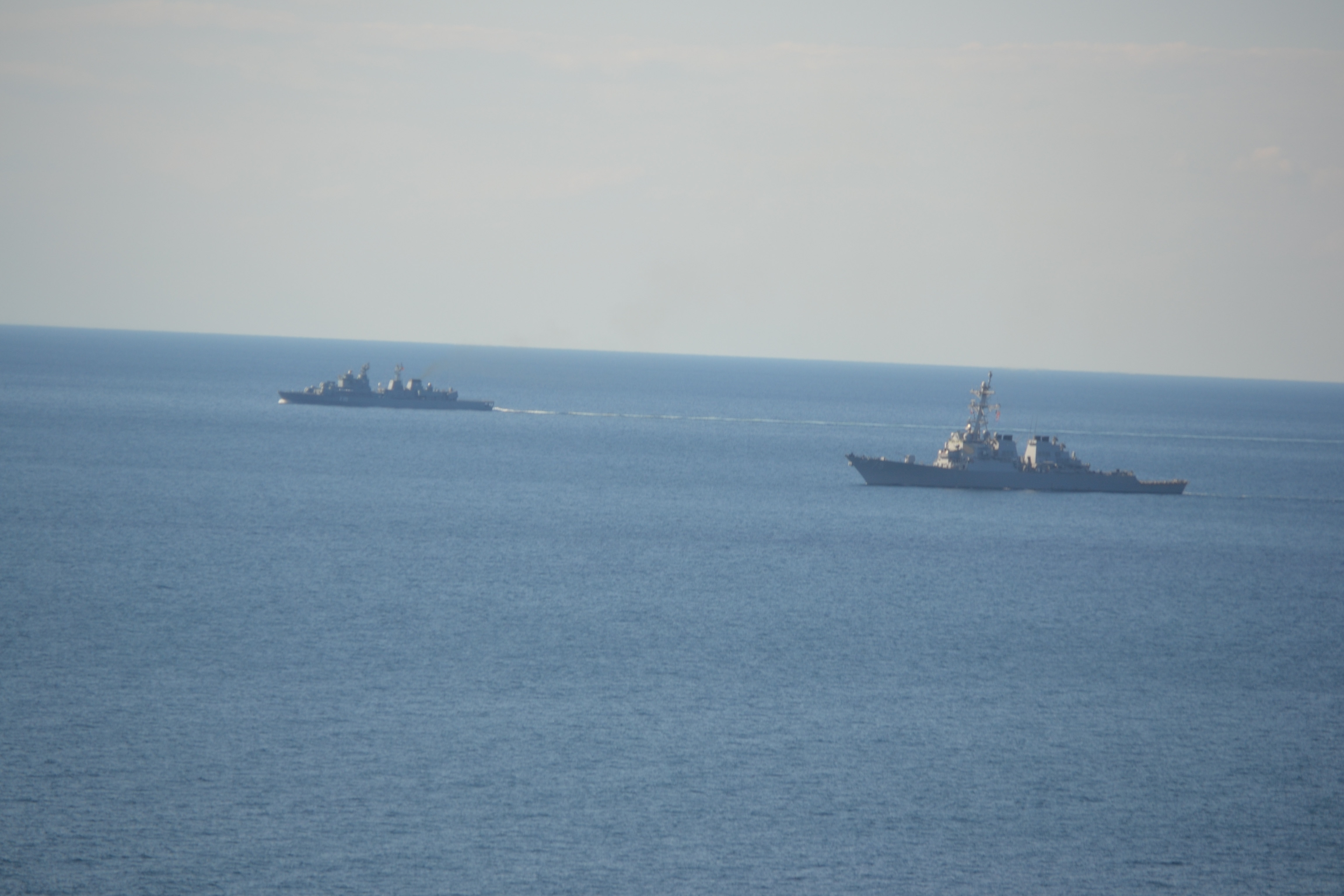
„Mărășești” (w głębi) ćwiczy z amerykańskim niszczycielem USS „Donald Cook” (DDG-75), 2015 rok

Okręt wszedł do służby jako „Muntenia” jeszcze w 1986 roku, lecz na skutek wad konstrukcyjnych nie był intensywnie używany i w latach 1988-1992 został poddany przebudowie. Doszło wówczas również do zmiany nazwy na „Mărășești”. Rozważano celowość utrzymywania takiej jednostki po zakończeniu zimnej wojny i w lutym 1993 roku Rumunia zaoferowała nawet okręt do sprzedaży. Nie doszło jednak do tego i ostatecznie „Mărășești” pozostał w składzie Rumuńskich Sił Morskich. Nosił numer burtowy 111.
„Mărășești” podczas służby uczestniczył w manewrach i ćwiczeniach floty na Morzu Czarnym.  We wrześniu 1993 roku przeprowadził pierwsze strzelanie rakietowe kompleksu P-20M. W 1994 roku wziął udział pierwszy raz w ćwiczeniach Maritime Partner razem z okrętami państw NATO. Pływał też w rejsy na Morze Śródziemne, m.in. w 1994 roku, dwukrotnie w 1995 roku i w marcu 1998 roku. 1 kwietnia 2001 roku okręt przeklasyfikowano na fregatę. W 2006 roku numer burtowy dostosowano do standardu NATO, zmieniając go na F 111. Okręt na co dzień wchodzi w skład 56. Flotylli Fregat Rumuńskich Sił Morskich i stacjonuje w Konstancy.
W latach 2005–2011 uczestniczył w rejsach międzynarodowego zespołu państw czarnomorskich BLACKSEAFOR, w tym z marynarką Rosji (w sierpniu 2005, kwietniu 2006, sierpniu 2010, kwietniu 2011 roku).
W 2007 roku zawarto umowę z duńską firmą Terma na instalację nowego skomputeryzowanego systemu kierowania walką C-Flex z konsolami operatorskimi MFC 2000, mającego zintegrować dotychczasowe systemy okrętu.
W kolejnych latach wziął udział m.in. w organizowanych w Rumunii manewrach międzynarodowych Sea Shield w lutym 2017 roku i kwietniu 2019 roku.